# 14e parallèle nord
Pour les articles homonymes, voir 14e parallèle.
En géographie, le 14e parallèle nord est le parallèle joignant les points de la surface de la Terre dont la latitude est égale à 14° nord.

## Géographie

### Dimensions
Dans le système géodésique WGS 84, au niveau de 14° de latitude nord, un degré de longitude équivaut à 108,034 km ; la longueur totale du parallèle est donc de 38 892 km, soit environ  97 % de celle de l'équateur. Il en est distant de 1 548 km et du pôle Nord de 8 454 km,.
Comme tous les autres parallèles à part l'équateur, le 14e parallèle nord n'est pas un grand cercle et n'est donc pas la plus courte distance entre deux points, même situés à la même latitude. Par exemple, en suivant le parallèle, la distance parcourue entre deux points de longitude opposée est 19 446 km ; en suivant un grand cercle (qui passe alors par le pôle nord), elle n'est que de 16 908 km.

### Durée du jour
À cette latitude, le soleil est visible pendant 12 heures et 57 minutes au solstice d'été, et 11 heures et 18 minutes au solstice d'hiver.